# Alionoctula javanica
Alionoctula javanica is een vleermuis uit het geslacht Alionoctula.

## Kenmerken
Zowel op Luzon als in het Kitangladgebergte op Mindanao konden een grotere en een kleinere vorm worden onderscheiden op basis van grootte en de frequentie van de echolocatieroep. De twee vormen verschillen ook in de kleur van de buikvacht, in de hoeveelheid weefsel op het rostrum en in de manier waarop de vlieghuid aan de enkel vastzit. Een enkel exemplaar uit het Kitangladgebergte lijkt op de grote vorm, maar heeft een bredere interorbitaal; mogelijk vertegenwoordigt dit dier een derde soort, al kan het ook gewoon een onvolwassen dier van de grote vorm zijn. De kop-romplengte van de grote vorm bedraagt 85 tot 90 mm, de staartlengte 35 tot 37 mm, de achtervoetlengte 9 tot 10 mm, de oorlengte 12 tot 13 mm, de voorarmlengte 35 tot 36 mm en het gewicht 6 tot 8 g. De kop-romplengte van de kleine vorm bedraagt 78 tot 82 mm, de staartlengte 26 tot 35 mm, de achtervoetlengte 9 mm, de oorlengte 10 tot 13 mm, de voorarmlengte 33 tot 35 mm en het gewicht 5 tot 6 g. Voor de mogelijke derde soort bedraagt de totale lengte 84 mm, de staartlengte 34 mm, de achtervoetlengte 10 mm, de oorlengte 12 mm, de voorarmlengte 38 mm en het gewicht 6 g. Al deze maten zijn gebaseerd op dieren uit het Kitangladgebergte, vijf voor de grote en twaalf voor de kleine vorm. Het karyotype bedraagt 2n=38, FN=48 voor de grote vorm in de Filipijnen, maar 2n=34, FN=46 in Maleisië.

## Verspreiding
Deze soort komt voor van Oost-Afghanistan tot de Filipijnen en de Kleine Soenda-eilanden. Deze soort is lang bekend geweest als P. tralatitius Horsfield, 1824, maar die naam kan niet met zekerheid worden geïdentificeerd. Twee Aziatische soorten, A. abramus en A. paterculus, worden vaak ook tot deze soort gerekend. De vier ondersoorten (naast A. j. javanica), A. j. babu Thomas, 1915, A. j. camortae Miller, 1902, A. j. meyeni Waterhouse, 1845 en P. j. peguensis Sinah, 1969, worden allemaal soms als aparte soorten gezien.
In de Filipijnen is deze soort gevonden op de eilanden Camiguin, Luzon, Mindanao, Mindoro, Negros, Palawan, Panay, Reinhard en Sibuyan. Deze soort komt het meest voor in bergregenwoud, tot op 1750 m hoogte. In de Filipijnen bestaan twee, en misschien drie, vormen binnen wat nu nog als A. javanica wordt gezien.